# Ventersburg
Ventersburg é uma cidade na província do Estado Livre da África do Sul. Está localizado no município local de Matjhabeng, no distrito de Lejweleputswa.

## Geografia
Ventersburg está localizada em uma área de planalto, com aproximadamente 150 quilômetros ao nordeste de Bloemfontein. Na fronteira da parte leste estão os assentamentos municipais de Mmamahabane e Tswelangpele são situados ao leste, que abrigam um total de 9.963 habitantes. Sesotho é a língua mais falada em Mmamahabene e Tswelangpele.
E a cidade tem aproximadamente 1.287 habitantes no censo de 2011.

## História
Logo ao sul do que mais tarde se tornou Ventersburg, a Convenção de Sand River foi concluída em 1852. A fazenda Kromfontein, com seu proprietário PA Venter, que morreu em 1857, é o ponto de partida da cidade. Os primeiros lotes de terra foram vendidos em 1871 e o assentamento foi reconhecido em 1873. Uma Igreja Reformada Holandesa foi construída em 1891, mas foi incendiada pelas tropas britânicas durante a Segunda Guerra dos Bôeres, junto com muitas casas da vila e fazendas vizinhas. Em 1903, Ventersburg foi reconhecido como município, e em 1912 uma nova igreja foi construída. Em 2000, a vila tornou-se parte do município de Matjhabeng.

## Transporte
Ventersburg está localizada na Rota Nacional 1, que conecta Bloemfontein no sudoeste com Kroonstad no nordeste.

## Cultura
Há um museu em Ventersburg que apresenta a história da antiga Polícia Sul-Africana e do Serviço Policial Sul-Africano.